# Amsterdamsche Football Club Ajax 1978-1979
Questa voce raccoglie le informazioni riguardanti l'Amsterdamsche Football Club Ajax nelle competizioni ufficiali della stagione 1978-1979.

## Stagione
In questa stagione Cor Brom diventa l'allenatore della squadra, inoltre dallo Sparta Rotterdam arriva Ray Clarke, che sarà protagonista.
L'Ajax arriva nuovamente fino agli ottavi della Coppa UEFA: elimina l'Athletic Bilbao e il Losanna ma viene sconfitto dall'Honvéd. Arriva invece in fondo nella KNVB beker, che conquista battendo nella ripetizione il Twente. I Lancieri primeggiano anche in Eredivisie, dove ottengono tre punti in più del Feyenoord secondo classificato. A fine stagione lasciano il club sia Brom che Clarke.

## Organigramma societario
Fonte
Area direttiva
- Presidente: Ton Harmsen

Area tecnica
- Allenatore: Cor Brom
- Allenatore in seconda: Bobby Haarms

## Rosa
Fonte
| N. |                        | Ruolo | Calciatore        |
| -- | ---------------------- | ----- | ----------------- |
|    | Paesi Bassi (bandiera) | P     | Peter Jager       |
|    | Paesi Bassi (bandiera) | P     | Piet Schrijvers   |
|    | Paesi Bassi (bandiera) | P     | Sjaak Storm       |
|    | Paesi Bassi (bandiera) | P     | Robertus Tervoort |
|    | Paesi Bassi (bandiera) | D     | Jan Everse        |
|    | Paesi Bassi (bandiera) | D     | Ruud Krol         |
|    | Paesi Bassi (bandiera) | D     | Wim Meutstege     |
|    | Paesi Bassi (bandiera) | D     | Guido Pen         |
|    | Paesi Bassi (bandiera) | D     | Pim van Dord      |
|    | Paesi Bassi (bandiera) | D     | Piet Wijnberg     |
|    | Paesi Bassi (bandiera) | D     | Johan Zuidema     |

| N. |                        | Ruolo | Calciatore      |
| -- | ---------------------- | ----- | --------------- |
|    | Danimarca (bandiera)   | C     | Frank Arnesen   |
|    | Paesi Bassi (bandiera) | C     | Freek Lamain    |
|    | Danimarca (bandiera)   | C     | Søren Lerby     |
|    | Paesi Bassi (bandiera) | C     | Thomas Rongen   |
|    | Paesi Bassi (bandiera) | C     | Dick Schoenaker |
|    | Paesi Bassi (bandiera) | C     | Kees Zwamborn   |
|    | Paesi Bassi (bandiera) | A     | Hans Erkens     |
|    | Inghilterra (bandiera) | A     | Ray Clarke      |
|    | Paesi Bassi (bandiera) | A     | Ruud Kaiser     |
|    | Paesi Bassi (bandiera) | A     | Tscheu La Ling  |
|    | Paesi Bassi (bandiera) | A     | Simon Tahamata  |

## Statistiche

### Statistiche di squadra
| Competizione | Punti | Totale | Totale | Totale | Totale | Totale | Totale |
| Competizione | Punti | G      | V      | N      | P      | Gf     | Gs     |
| ------------ | ----- | ------ | ------ | ------ | ------ | ------ | ------ |
| Eredivisie   | 54    | 34     | 24     | 6      | 4      | 93     | 31     |
| KNVB beker   | -     | 8      | 5      | 3      | 0      | 18     | 7      |
| Coppa UEFA   | -     | 6      | 4      | 0      | 2      | 11     | 6      |
| Totale       |       | 48     | 33     | 9      | 6      | 122    | 44     |